# Bedotiidae
Famille
Bedotiidae est une famille de poissons à nageoires rayonnées. 
Ils sont souvent associée au melanoteniidae.

## Liste des genres et espèces
Selon FishBase (7 mai 2017) :
- genre Bedotia
  - Bedotia albomarginata Sparks & Rush, 2005
  - Bedotia alveyi Jones, Smith & Sparks, 2010
  - Bedotia geayi Pellegrin, 1907
  - Bedotia leucopteron Loiselle & Rodriguez, 2007
  - Bedotia longianalis Pellegrin, 1914
  - Bedotia madagascariensis Regan, 1903
  - Bedotia marojejy Stiassny & Harrison, 2000
  - Bedotia masoala Sparks, 2001
  - Bedotia tricolor Pellegrin, 1932
- genre Rheocles
  - Rheocles alaotrensis
  - Rheocles derhami Stiassny & Rodriguez, 2001
  - Rheocles lateralis Stiassny & Reinthal, 1992
  - Rheocles pellegrini
  - Rheocles sikorae
  - Rheocles vatosoa Stiassny, Rodriguez & Loiselle, 2002
  - Rheocles wrightae Stiassny, 1990